# Rudolf Konrad
Rudolf Konrad, nemški general, * 7. marec 1891, † 10. junij 1964.